# ハルヲフォンレコード
『ハルヲフォンレコード』は、1977年（昭和52年）9月に発売された近田春夫&ハルヲフォンの2枚目のアルバムである。

## 概要・略歴
前年1976年（昭和51年）のデビューアルバム『COME ON, LET'S GO』に続くセカンドアルバムである。タイトルの「ハルヲフォンレコード」は、作曲家・遠藤実が社長を務めていた「ミノルフォンレコード」（1968年 - 1972年、現徳間ジャパンコミュニケーションズ）、あるいは「パーロフォン」や「グラモフォン」といったレコードレーベル名からインスパイアされたものである。
メンバーは、近田、恒田義見、高木英一、小林克己の4人でデビューアルバムと同じ編成である。収録曲『TVエンジェル』におけるゲスト・コーラスは、同じキングレコード所属で、前年に『私のベイビーボーイ』（鈴木邦彦プロデュース、1976年）でデビューした小学生グループ「クリケッツ」である。
収録曲の『プラスチック・ムーン』は、前年のシングル『恋のT.P.O.』（1976年）のB面とは別ヴァージョンである。また、収録曲『恋のパレット (ラヴ・カラー)』の作詞家「佐藤憲吉」とは、イラストレーターのペーター佐藤（1945年 - 1994年）の本名である。
1989年（平成元年）の初CD化を含めて2度にわたってCDで再発売されており、現在でも全曲を聴くことができる。

## 収録曲
1. グローリアのうわさ （3分05秒）
  - 作詞・作曲・編曲近田春夫
2. TVエンジェル （2分59秒）
  - 作詞・作曲・編曲近田春夫
3. ロックン・ロール・マイ・ウェイ （5分34秒）
  - 作詞・作曲・編曲近田春夫
4. 恋のパレット (ラヴ・カラー) （3分41秒）
  - 作詞佐藤憲吉、作曲・編曲近田春夫
5. あの頃 - ジョカへ （5分24秒）
  - 作詞・作曲・編曲近田春夫
6. 十年早いぜ （3分12秒）
  - 作詞・作曲・編曲近田春夫
7. 恋の昔気質 （3分42秒）
  - 作詞・作曲・編曲近田春夫
8. プラスチック・ムーン （3分22秒）
  - 作詞・作曲・編曲近田春夫
9. ポップス・メドレー （5分05秒）
  1. HULLY GULLY - ザ・ビーチ・ボーイズ『Hully Gully』（1965年）
    - 作詞・作曲フレッド・スレッジ・スミス & クリフォード・ゴールドスミス、編曲近田春夫

  2. DO YOU LOVE ME - ザ・カウンターズ『Do You Love Me』（1962年）
    - 作詞・作曲ベリー・ゴーディ・ジュニア、編曲近田春夫

  3. 花とみつばち - 郷ひろみ『花とみつばち』（1974年）
    - 作詞岩谷時子、作曲筒美京平、編曲近田春夫

  4. HULLY GULLY
  5. ACTION - フレディ・キャノン『Action』（1965年）
    - 作詞・作曲トミー・ボイス & スティーヴ・ヴェネット、編曲近田春夫
10. こんなに愛しているのに （6分35秒）
  - 作詞・作曲・編曲近田春夫

## 関連事項
- フレッド・スレッジ・スミス （en:Fred Sledge Smith）
- クリフォード・ゴールドスミス （en: Clifford Goldsmith）
- ザ・カウンターズ （en:The Contours）
- ベリー・ゴーディ・ジュニア （en:Berry Gordy）
- フレディ・キャノン （en:Freddy Cannon）
- トミー・ボイス （en:Tommy Boyce）
- スティーヴ・ヴェネット （en:Steve Venet）

## 註
1. ↑  「ハルヲフォン・レコード」と「・」が入るのは誤り。原アルバムのジャケット写真を参照。
2. 1 2 3  近田春夫『定本 気分は歌謡曲』（文藝春秋、1998年）の記述参照。
3. ↑  #外部リンクのYahoo! ミュージック「ハルヲフォンレコード」の項の記述を参照。